# Amicale de Mauthausen

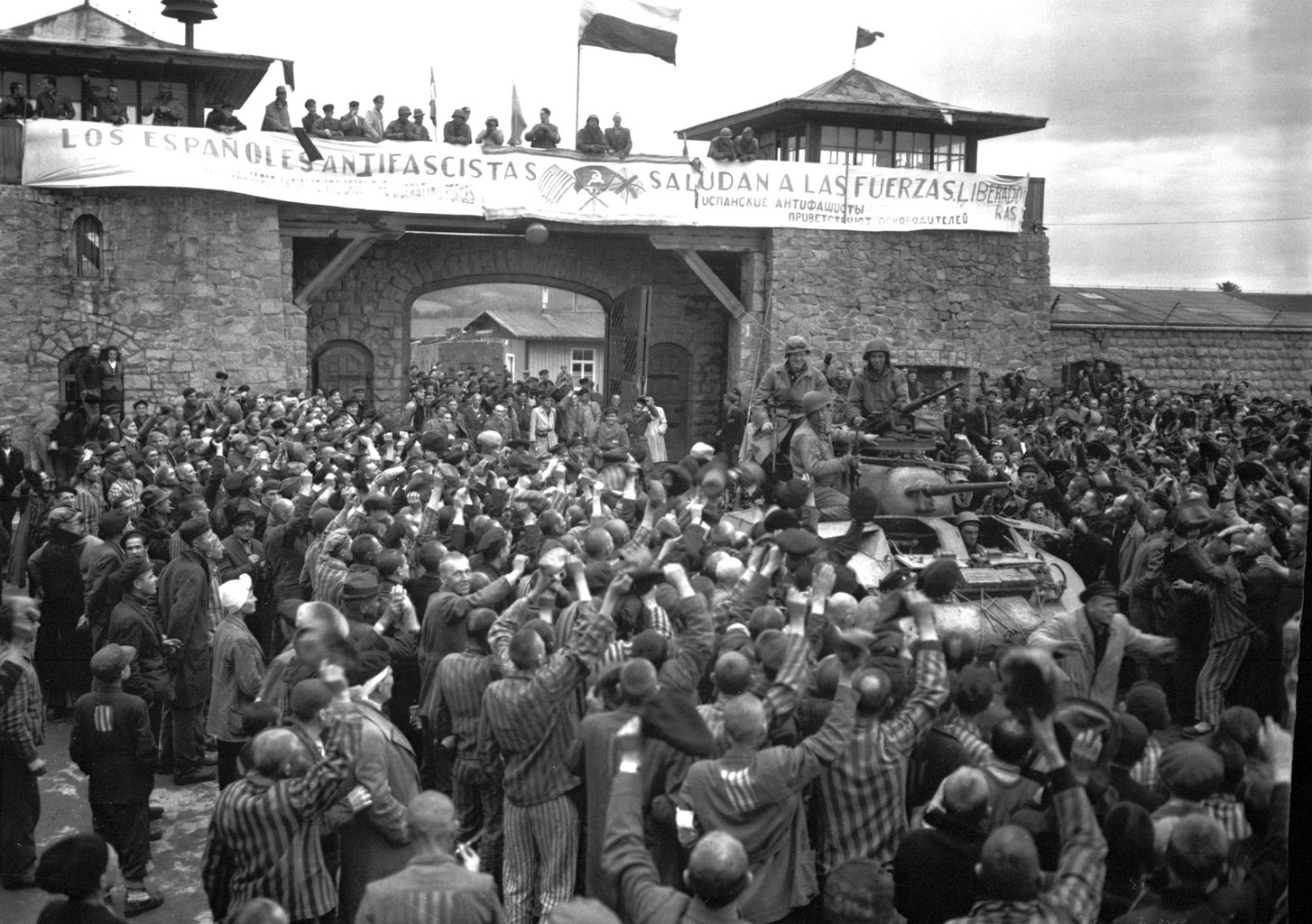
Освобождение Маутхаузена

Amicale de Mauthausen — французская организация памяти истории концлагеря Маутхаузен.

## История
Учреждение было основано сразу после окончания Второй мировой войны как союз заключённых с полным наименованием фр. L’Amicale des déportés politiques de la Résistance de Mauthausen et de ses kommandos dépendants. Основателями были заключённые концлагеря Маутхаузен и его внешних лагерей.

## Задачи
Посредством расследования союза «Amicale de Mauthausen» выяснилось, что 198 000 человек из 25 страны были депортированы в концлагеря Маутхаузен, из них были около 10 000 французов. 118 000 человек умерли в концлагере из-за варварских условий труда или были убиты в газовых камерах, которые были построены в концлагере. Прежде всего в годы после войны, а также сегодня, «Amicale de Mauthausen» помогает семьям пропавших или их детям.
Между тем союз напоминает уже 60 лет о преступлениях национал-социализма. Он выступает прежде всего на различных международных мероприятиях, как например торжества в память освобождения Маутхаузенa. Также организуются различные поездки в Маутхаузен.

## Структура
В 2000 состоялась официальная смена поколений. Из-за своего возраста пережившие лагеря передали обязанности в «Amicale» своим детям. Все таки работают ещё около 500 депортированных и их семей в союзе чтобы напоминать об их страданиях.
Французский «Amicale» — членом «Comité International de Mauthausen» и насчитывает в общем 1700 членов. Главная штаб-квартира находится в Париже, но во многих департаментах у есть многочисленные отделения.
В её штаб-квартире в Париже с недавнего времена можно выполнять австрийскую службу жертв Холокоста.